# 国際フィルム・アーカイヴ連盟
国際フィルム・アーカイヴ連盟（こくさいフィルム・アーカイヴれんめい、英語表記：The International Federation of Film Archives、略称：FIAF）とは、世界の映画保存機関から構成される国際組織である。

## 概要
文化遺産として、歴史資料としての映画フィルムを破壊・散逸から救済し保存する諸機関からなる。1938年に、アメリカ合衆国のMoMAフィルム・ライブラリー、英国映画協会（BFI）の国立フィルム・ライブラリー（現BFI国立アーカイブ）など4団体によりパリで結成。初代会長はジョンE.アボット。現在の本部は、ベルギーのブリュッセルにある。
日本の会員は国立映画アーカイブと福岡市総合図書館の2機関。
日本は連盟加入のため、川喜多かしこがフィルム・ライブラリー助成協議会を設立。川喜多は1956年からFIAF会議に参加し、1960年にアジアから初のFIAF運営委員に選出された。